# Olympische Sommerspiele 1996/Handball
Bei den XXVI. Olympischen Spielen 1996 in Atlanta wurden zwei Wettbewerbe im Handball ausgetragen. Austragungsort waren das Georgia World Congress Center (Hall G) und der Georgia Dome.

## Männer

### Medaillengewinner
| Gold | Silber | Bronze |
| --- | --- | --- |
| Kroatien Patrik Ćavar Valner Franković Slavko Goluža Bruno Gudelj Vladimir Jelčić Božidar Jović Nenad Kljaić Venio Losert Valter Matošević Zoran Mikulić Alvaro Načinović Goran Perkovac Iztok Puc Zlatko Saračević Irfan Smajlagić Vladimir Šujster Trainer: Velimir Kljaić | SchwedenMats Olsson Tomas Svensson Thomas Sivertsson Magnus Wislander Robert Hedin Ola Lindgren Per Carlén Erik Hajas Johan Petersson Stefan Lövgren Robert Andersson Pierre Thorsson Staffan Olsson Magnus Andersson Martin Frändesjö Andreas Larsson Trainer: Bengt Johansson | SpanienJaume Fort Jordi Núñez José Javier Hombrados Talant Dujshebaev Jesús Olalla Demetrio Lozano Raúl González Iñaki Urdangarin Mateo Garralda Jesús Fernández Rafael Guijosa Salvador Esquer Alberto Urdiales Fernando Hernández Juan Pérez Aitor Etxaburu Trainer: Juan de Dios Román |

### Vorrundenspiele

#### Gruppe A
| Rang | Land     | S | G | U | V | Tore    | Punkte |
| ---- | -------- | - | - | - | - | ------- | ------ |
| 1    | Schweden | 5 | 5 | 0 | 0 | 131:94  | 10     |
| 2    | Kroatien | 5 | 4 | 0 | 1 | 132:122 | 8      |
| 3    | Russland | 5 | 3 | 0 | 2 | 137:106 | 6      |
| 4    | Schweiz  | 5 | 2 | 0 | 3 | 126:115 | 4      |
| 5    | USA      | 5 | 1 | 0 | 4 | 111:142 | 2      |
| 6    | Kuwait   | 5 | 0 | 0 | 5 | 100:158 | 0      |

| Datum    | Ortszeit  | Begegnung | Begegnung | Begegnung | Ergebnis      |
| -------- | --------- | --------- | --------- | --------- | ------------- |
| 24. Juli | 10:00 Uhr | Russland  | –         | Kuwait    | 32:20 (19:10) |
| 24. Juli | 14:30 Uhr | Kroatien  | –         | Schweiz   | 23:22 (12:14) |
| 24. Juli | 19:00 Uhr | Schweden  | –         | USA       | 23:19 (11:9)  |
| 25. Juli | 10:00 Uhr | Kroatien  | –         | Kuwait    | 31:22 (16:11) |
| 25. Juli | 14:30 Uhr | Schweden  | –         | Schweiz   | 26:19 (14:8)  |
| 25. Juli | 20:45 Uhr | Russland  | –         | USA       | 31:16 (16:9)  |
| 27. Juli | 11:45 Uhr | Schweiz   | –         | Kuwait    | 33:16 (18:8)  |
| 27. Juli | 14:30 Uhr | Schweden  | –         | Russland  | 22:20 (11:11) |
| 27. Juli | 19:00 Uhr | Kroatien  | –         | USA       | 35:27 (20:9)  |
| 29. Juli | 11:45 Uhr | Schweden  | –         | Kuwait    | 33:18 (16:7)  |
| 29. Juli | 16:15 Uhr | Kroatien  | –         | Russland  | 25:24 (11:13) |
| 29. Juli | 19:30 Uhr | Schweiz   | –         | USA       | 29:20 (12:9)  |
| 31. Juli | 11:45 Uhr | Russland  | –         | Schweiz   | 30:23 (14:11) |
| 31. Juli | 14:30 Uhr | Schweden  | –         | Kroatien  | 27:18 (10:7)  |
| 31. Juli | 20:45 Uhr | USA       | –         | Kuwait    | 29:24 (13:10) |

#### Gruppe B
| Rang | Land        | S | G | U | V | Tore    | Punkte |
| ---- | ----------- | - | - | - | - | ------- | ------ |
| 1    | Frankreich  | 5 | 4 | 0 | 1 | 145:114 | 8      |
| 2    | Spanien     | 5 | 4 | 0 | 1 | 114:97  | 8      |
| 3    | Ägypten     | 5 | 3 | 0 | 2 | 113:103 | 6      |
| 4    | Deutschland | 5 | 3 | 0 | 2 | 121:112 | 6      |
| 5    | Algerien    | 5 | 0 | 1 | 4 | 95:117  | 1      |
| 6    | Brasilien   | 5 | 0 | 1 | 4 | 100:145 | 1      |

| Datum    | Ortszeit  | Begegnung   | Begegnung | Begegnung   | Ergebnis      |
| -------- | --------- | ----------- | --------- | ----------- | ------------- |
| 24. Juli | 11:45 Uhr | Frankreich  | –         | Spanien     | 27:25 (10:9)  |
| 24. Juli | 16:15 Uhr | Ägypten     | –         | Algerien    | 19:16 (12:7)  |
| 24. Juli | 20:45 Uhr | Deutschland | –         | Brasilien   | 30:20 (13:7)  |
| 25. Juli | 11:45 Uhr | Frankreich  | –         | Algerien    | 33:22 (13:10) |
| 25. Juli | 16:15 Uhr | Spanien     | –         | Deutschland | 22:20 (11:10) |
| 25. Juli | 19:00 Uhr | Ägypten     | –         | Brasilien   | 31:20 (15:10) |
| 27. Juli | 10:00 Uhr | Spanien     | –         | Algerien    | 20:14 (12:5)  |
| 27. Juli | 16:15 Uhr | Ägypten     | –         | Deutschland | 24:22 (11:9)  |
| 27. Juli | 20:45 Uhr | Frankreich  | –         | Brasilien   | 37:23 (16:10) |
| 29. Juli | 10:00 Uhr | Frankreich  | –         | Ägypten     | 25:20 (12:9)  |
| 29. Juli | 14:30 Uhr | Deutschland | –         | Algerien    | 25:23 (12:10) |
| 29. Juli | 19:00 Uhr | Spanien     | –         | Brasilien   | 27:17 (12:10) |
| 31. Juli | 10:00 Uhr | Spanien     | –         | Ägypten     | 20:19 (11:8)  |
| 31. Juli | 16:15 Uhr | Deutschland | –         | Frankreich  | 24:23 (12:10) |
| 31. Juli | 19:00 Uhr | Algerien    | –         | Brasilien   | 20:20 (9:11)  |

### Finalrunde
|  | Halbfinale                | Halbfinale                |                           |         | Finale                    | Finale                    |
|  |                           |                           |                           |         |                           |                           |
|  | Schweden                  | 25 (11)                   |                           |         |                           |                           |
|  | Spanien                   | 20 (12)                   |                           |         |                           |                           |
|  | 2. August 1996, 16:15 Uhr |                           |                           |         |                           |                           |
|  |                           |                           | 4. August 1996, 12:45 Uhr |         |                           |                           |
|  | Schweden                  | 26 (11)                   |                           |         |                           |                           |
|  |                           | Kroatien                  | 27 (16)                   |         |                           |                           |
|  |                           |                           |                           |         |                           |                           |
|  | Spiel um Platz drei       |                           |                           |         |                           |                           |
|  | 2. August 1996, 20:45 Uhr | 2. August 1996, 20:45 Uhr | Spanien                   | 27 (13) |                           |                           |
|  | Frankreich                | 20 (08)                   | Frankreich                | 25 (12) |                           |                           |
|  | Kroatien                  | 24 (12)                   |                           |         | 4. August 1996, 11:00 Uhr | 4. August 1996, 11:00 Uhr |

#### Spiele um Plätze 5 bis 12
| Datum, Uhrzeit          | Team 1   | Team 2      | Ergebnis                    |
| ----------------------- | -------- | ----------- | --------------------------- |
| Spiel um Platz 11       |          |             |                             |
| 2. Aug. 1996, 10:00 Uhr | Kuwait   | Brasilien   | 25:31 (13:16)               |
| Spiel um Platz 9        |          |             |                             |
| 2. Aug. 1996, 11:45 Uhr | Algerien | USA         | 26:27 n. V. (22:22) (10:12) |
| Spiel um Platz 7        |          |             |                             |
| 2. Aug. 1996, 14:30 Uhr | Schweiz  | Deutschland | 16:23 (10:12)               |
| Spiel um Platz 5        |          |             |                             |
| 2. Aug. 1996, 19:00 Uhr | Ägypten  | Russland    | 26:29 (11:15)               |

#### Halbfinale
| Datum, Uhrzeit          | Team 1     | Team 2   | Ergebnis      |
| ----------------------- | ---------- | -------- | ------------- |
| 2. Aug. 1996, 16:15 Uhr | Schweden   | Spanien  | 25:20 (11:12) |
| 2. Aug. 1996, 20:45 Uhr | Frankreich | Kroatien | 20:24 (8:12)  |

#### Spiel um Platz 3
| Datum, Uhrzeit          | Team 1  | Team 2     | Ergebnis      |
| ----------------------- | ------- | ---------- | ------------- |
| 4. Aug. 1996, 11:00 Uhr | Spanien | Frankreich | 27:25 (13:12) |

#### Finale
| Datum, Uhrzeit          | Team 1   | Team 2   | Ergebnis      |
| ----------------------- | -------- | -------- | ------------- |
| 4. Aug. 1996, 12:45 Uhr | Schweden | Kroatien | 26:27 (11:16) |

Die Halbzeitergebnisse sind in Klammern gesetzt.

### Allstar-Team
| Position         | Name               | Land       |
| ---------------- | ------------------ | ---------- |
| Tor:             | Mats Olsson        | Schweden   |
| Linksaußen:      | Patrik Ćavar       | Kroatien   |
| Rückraum links:  | Frédéric Volle     | Frankreich |
| Rückraum Mitte:  | Magnus Andersson   | Schweden   |
| Rückraum rechts: | Stéphane Stoecklin | Frankreich |
| Rechtsaußen:     | Irfan Smajlagić    | Kroatien   |
| Kreis:           | Dmitri Torgowanow  | Russland   |

### Torschützenliste
| Nr. | Spieler            | Land       | Spiele | Tore |
| --- | ------------------ | ---------- | ------ | ---- |
| 1.  | Patrik Ćavar       | Kroatien   | 6      | 43   |
| 2.  | Stéphane Stoecklin | Frankreich | 6      | 36   |
| 3.  | Marc Baumgartner   | Schweiz    | 6      | 35   |
|     | Frédéric Volle     | Frankreich | 7      | 35   |
| 5.  | Irfan Smajlagić    | Kroatien   | 6      | 31   |
|     | Alberto Urdiales   | Spanien    | 7      | 31   |
| 7.  | Waleri Gopin       | Russland   | 6      | 30   |
|     | Erik Hajas         | Schweden   | 6      | 30   |
|     | Pierre Thorsson    | Schweden   | 6      | 30   |

## Frauen

### Medaillengewinnerinnen
| Gold | Silber | Bronze |
| --- | --- | --- |
| Dänemark Gitte Sunesen Susanne Munk Lauritsen Anne Dorthe Tanderup Camilla Andersen Lene Rantala Tina Bøttzau Anette Hoffmann Anja Byrial Hansen Marianne Florman Janne Kolling Conny Hamann Anja Andersen Gitte Madsen Heidi Astrup Tonje Kjærgaard | Südkorea Moon Hyang-ja Huh Soon-young Kim Mi-sim Han Sun-hee Kwag Hye-jeong Lim O-kyung Kim Rang Kim Jeong-mi Oh Seong-ok Hong Jeong-ho Park Jeong-lim Kim Eun-mi Lee Sang-eun Cho Eun-hee Kim Cheong-shim | Ungarn Anikó Meksz Andrea Farkas Beáta Hoffmann Katalin Szilágyi Anikó Kántor Helga Németh Anikó Nagy Beatrix Kökény Beáta Siti Eszter Mátéfi Beatrix György-Tóth Auguszta Mátyás Éva Erdős Anna Szántó Erzsébet Kocsis Ildikó Pádár |

### Vorrunde

#### Gruppe A
| Datum      |          | Ergebnis |          |
| ---------- | -------- | -------- | -------- |
| 26.07.1996 | Ungarn   | 29:19    | China    |
| 26.07.1996 | Dänemark | 29:19    | USA      |
| 28.07.1996 | China    | 21:33    | Dänemark |
| 28.07.1996 | USA      | 24:30    | Ungarn   |
| 30.07.1996 | Ungarn   | 22:27    | Dänemark |
| 30.07.1996 | China    | 31:21    | USA      |

| Pl. | Verein   | Sp. | S | U | N | Tore    | Diff. | Punkte |
| --- | -------- | --- | - | - | - | ------- | ----- | ------ |
| 1.  | Dänemark | 3   | 3 | 0 | 0 | 089:620 | +27   | 06:00  |
| 2.  | Ungarn   | 3   | 2 | 0 | 1 | 081:700 | +11   | 04:20  |
| 3.  | China    | 3   | 1 | 0 | 2 | 071:830 | −12   | 02:40  |
| 4.  | USA      | 3   | 0 | 0 | 3 | 064:900 | −26   | 00:60  |

#### Gruppe B
| Datum      |             | Ergebnis |             |
| ---------- | ----------- | -------- | ----------- |
| 26.07.1996 | Norwegen    | 30:18    | Angola      |
| 26.07.1996 | Südkorea    | 33:20    | Deutschland |
| 28.07.1996 | Angola      | 19:25    | Südkorea    |
| 28.07.1996 | Deutschland | 23:28    | Norwegen    |
| 30.07.1996 | Deutschland | 27:12    | Angola      |
| 30.07.1996 | Südkorea    | 25:21    | Norwegen    |

| Pl. | Verein      | Sp. | S | U | N | Tore    | Diff. | Punkte |
| --- | ----------- | --- | - | - | - | ------- | ----- | ------ |
| 1.  | Südkorea    | 3   | 3 | 0 | 0 | 083:600 | +23   | 06:00  |
| 2.  | Norwegen    | 3   | 2 | 0 | 1 | 079:660 | +13   | 04:20  |
| 3.  | Deutschland | 3   | 1 | 0 | 2 | 070:730 | −3    | 02:40  |
| 4.  | Angola      | 3   | 0 | 0 | 3 | 049:820 | −33   | 00:60  |

### Finalrunde

#### Halbfinale
| Datum      |          | Ergebnis |          |
| ---------- | -------- | -------- | -------- |
| 01.08.1996 | Dänemark | 23:19    | Norwegen |
| 01.08.1996 | Südkorea | 39:25    | Ungarn   |

#### Spiele um die Plätze 5 bis 8
| Datum            |       | Ergebnis |             |
| ---------------- | ----- | -------- | ----------- |
| Spiel um Platz 7 |       |          |             |
| 01.08.1996       | USA   | 23:24    | Angola      |
| Spiel um Platz 5 |       |          |             |
| 01.08.1996       | China | 28:26    | Deutschland |

#### Spiel um Platz 3
| Datum      |        | Ergebnis |          |
| ---------- | ------ | -------- | -------- |
| 03.08.1996 | Ungarn | 20:18    | Norwegen |

#### Finale
| Datum      |          | Ergebnis |          |
| ---------- | -------- | -------- | -------- |
| 03.08.1996 | Dänemark | 37:33    | Südkorea |